# Absatz (Schuh)

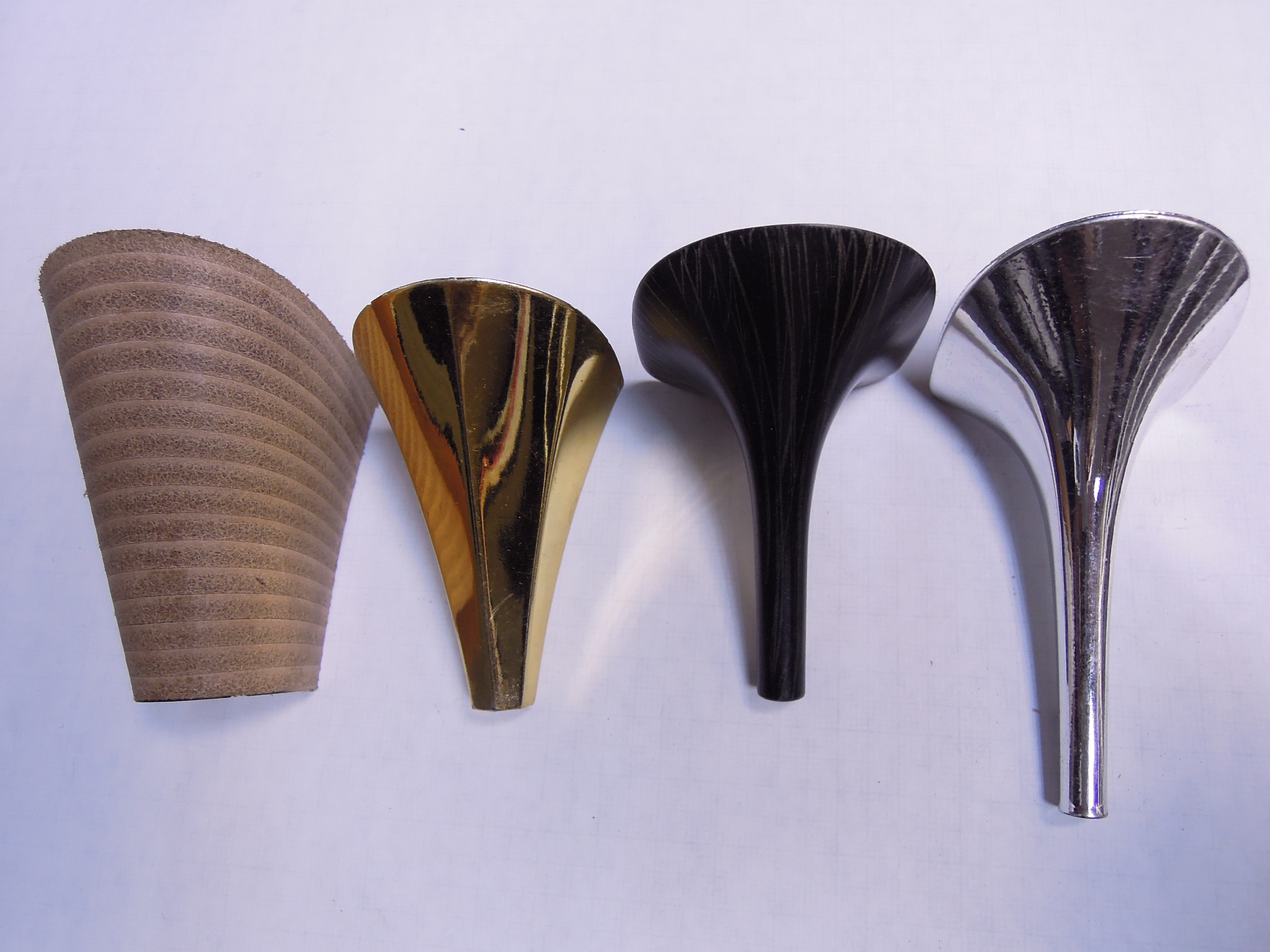
Absätze von Damenschuhen

Der Absatz ist der erhöhte Teil des Schuhbodens, der sich unterhalb der Ferse des Fußes befindet. Nicht alle Schuhe haben Absätze, Mokassins und Barfußschuhe beispielsweise nicht.

## Beschreibung und Funktion
Die Seiten- und Rückfläche des Absatzes wird Absatzmantel genannt, die vordere Fläche Absatzbrust oder -front. Die Schicht des Absatzes, die mit dem Boden in Kontakt kommt, nennt man Absatzoberfleck oder Absatzlauffleck. Sie ist für Instandsetzungszwecke austauschbar. Um die Abriebfestigkeit des Oberflecks bei Lederschichtabsätzen zu erhöhen, besteht dieser bei großflächigeren Auftrittsflächen (zum Beispiel bei Trotteurabsätzen üblicher Herrenhalbschuhe) aus zwei Teilflecken, deren hinterer normalerweise aus einem besonders abriebfesten und zugleich auftrittsdämpfenden (Gummi-)Material besteht.
Die Funktion des Absatzes ist in erster Linie eine Erleichterung des Abrollens bei der Trittabwicklung, eine Entlastung des Fußlängsgewölbes und – bei höheren Absätzen von Frauenschuhen – eine erotisierende Veränderung der Körperhaltung (Betonung der Brust und des Gesäßes) und des Gangs, sowie optische Verlängerung der Beine und optische Verkleinerung der Füße. Des Weiteren bietet der Absatz eine Erhöhung des Schuhschafts im Bereich des Auftrittspunktes, wodurch der Schaft geschützter ist und sauberer bleibt, so dass nur der Schuhboden einer stärkeren Verschmutzung und damit auch einer größeren Belastung ausgesetzt ist. Nicht zu unterschätzen ist auch eine Erhöhung der Sicherheit gegen Ausrutschen durch die Absatzinnenkante.

## Geschichte

Frühes Dokument getragener Absatzschuhe: Porträt Ludwig XIV. im Jahr 1701

Die Ursprünge des Absatzschuhs sind nicht umfassend aufgeklärt. Als ihre Vorgänger gelten von Frauen und Männern getragene Plateauschuhe, zum Beispiel in Form von Chopine. Bei den ältesten bekannten Schuhen mit Absatz handelt es sich um Schuhe von Reitervölkern, Exemplare davon sind unter anderem im Bata Shoe Museum erhalten. Bis heute weisen Reitstiefel, so auch die Cowboystiefel, stets einen deutlichen Absatz auf, da er Trittsicherheit im Steigbügel ermöglicht. 1599 sandte der persische Schah Abbas I. diplomatische Missionen an die europäischen Fürstenhöfe, woraufhin Teile der persischen Kultur, unter anderem die Absatzschuhe, nach Europa gelangten und adaptiert wurden. Daraufhin verbreiteten sich Absatzschuhe in der Zeit des Barocks als Machtsymbol für Männer und Frauen, die keiner körperlichen Arbeit nachgehen mussten. Gegen Ende des 17. Jahrhunderts hatten sich klare geschlechtlich konnotierte Unterschiede in Material und Form herausgebildet, so unterschieden sich Damenmodelle beispielsweise durch spitzere Zehenbereiche und schlankere Absätze von den Herrenmodellen. Im Laufe der Zeit stieg die Absatzhöhe, die unmittelbar mit dem sozialen Rang einer Person in Verbindung gebracht wurde. Teilweise gab es dafür detaillierte Regularien, so etwa für die roten Absätze am Hof des französischen Königs Ludwig XIV. Im 18. Jahrhundert entwickelten sich drei Absatztypen in Europa: der italienische Absatz war hoch und spitz wie ein Stilett, der französische – heute bekannt als Louis-XV-Absatz – war mittelhoch und geschwungen und der englische Absatz war niedrig bis mittelhoch und dicker. Im Zuge der Französischen Revolution und den sich ausbreitenden aufklärerischen Idealen der Gleichheit wurden Absätze wieder kleiner oder bekamen die Form von Keilabsätzen, bis sie um 1810 ganz verschwanden.

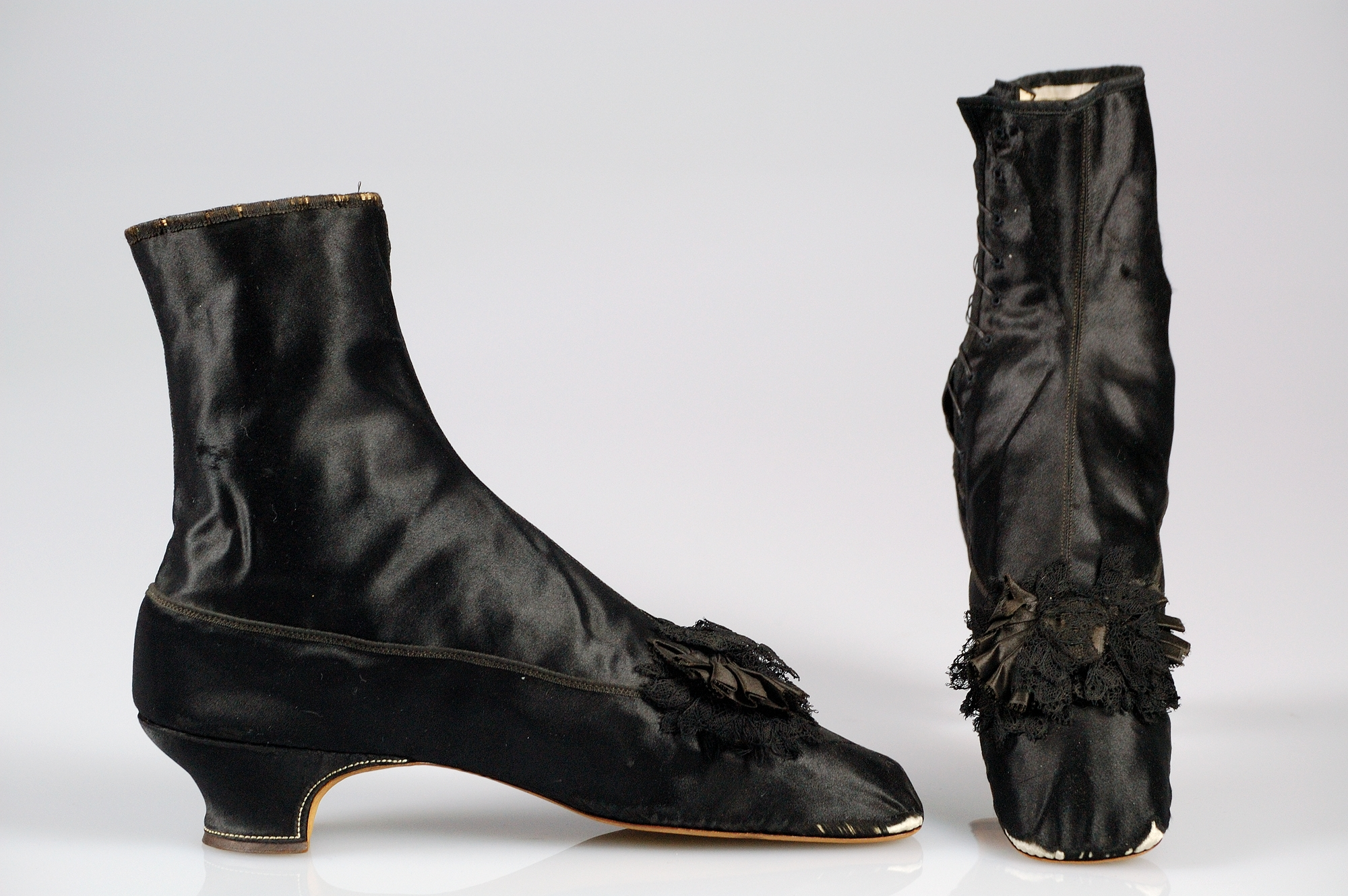
Französische Abendstiefeletten aus Seide, 1855–65, Metropolitan Museum of Art.

Ab 1850 kamen Absätze für Damenschuhe wieder in Mode, gegen Ende der 1860er Jahre konnten sie sechs Zentimeter betragen. 1867 erschien ein schlanker hoher Absatz auf dem Markt, der dem französischen Schuhmacher François Pinet (1817–1897) zugeschrieben wurde. Als eine mögliche Ursache dafür, dass sich Stöckelschuhe im ausgehenden 19. Jahrhundert als explizit weibliche Schuhe verbreiteten, wird das zeitgleiche Aufkommen der (Akt)-Fotografie gesehen, die den Blick auf den weiblichen Körper grundlegend verändert habe. Rebecca Shawcross und Jonathan Walford setzen die geschlechterspezifische Trennung des Absatztragens allerdings schon in der ersten Hälfte bzw. Mitte des 18. Jahrhunderts an, Walford leitet den Unterschied davon ab, dass es für einen Gentleman angemessen war über schmutzige Kopfsteinpflasterstraßen zu laufen, während eine Dame von Rang in der Kutsche fuhr und somit hohe Absätze tragen konnte.

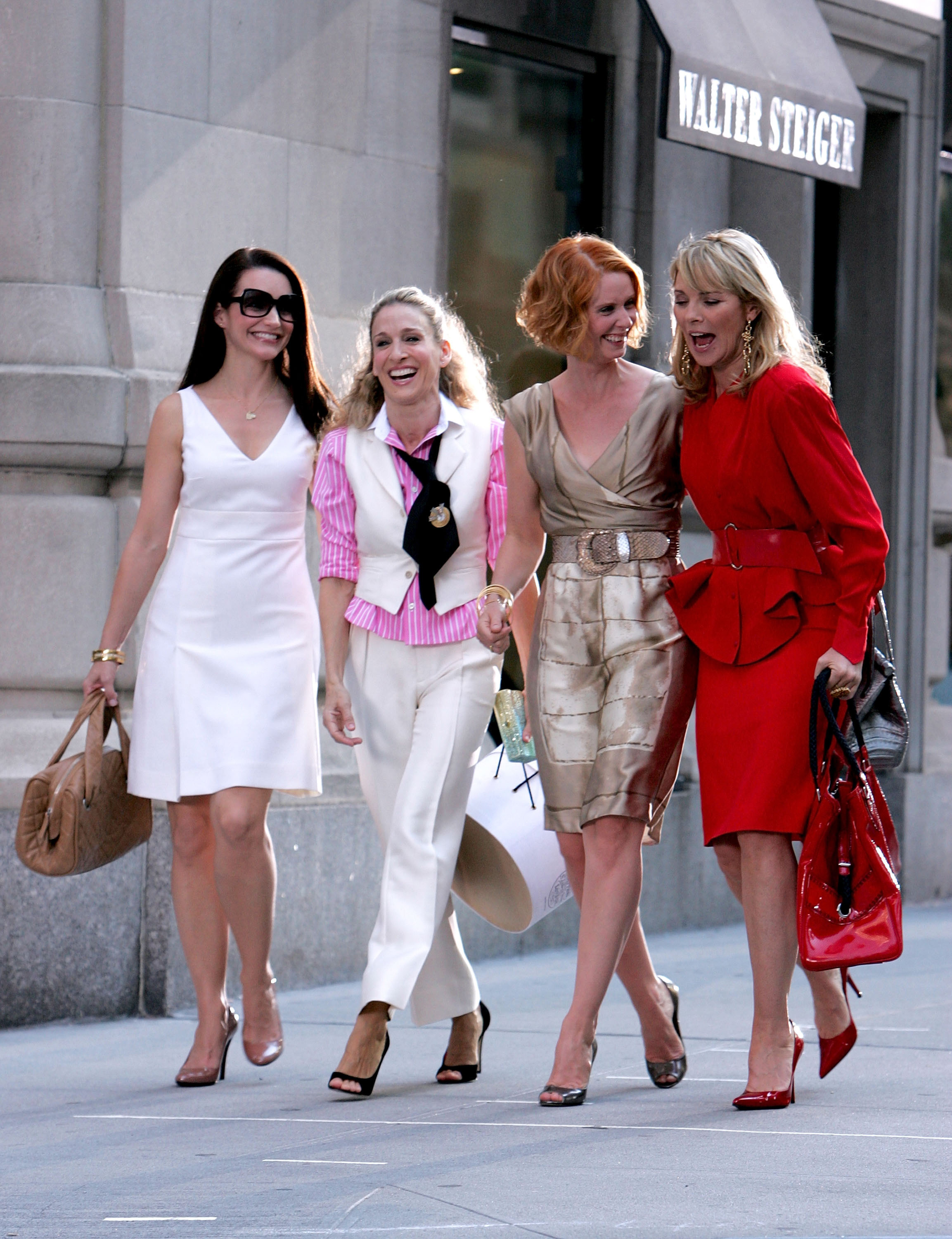
Die vier Hauptcharaktere in Sex and the City in Highheels

1904 kam der Kubaabsatz auf, er wurde meist als Stapelabsatz aus mehreren Schichten Leder hergestellt. In den 1920er Jahren trugen Frauen Mary Janes mit Kuba- oder Louis-XV-Absatz. Christian Diors schmaler New Look machte ebenso schmale und hohe Absätze modern. Deren Brechen wurde durch neue Plastikabsätze mit einem integrierten Stab aus Stahl verhindert. 1953 erwähnte der Daily Telegraph erstmals stilettos, die durch den französischen Schuhdesigner Roger Vivier so populär wurden, dass sie bis in die frühen 1960er Jahre die vorherrschenden Damenschuhe waren. Vivier gilt auch als Erfinder des Komma- und des Choc-Absatzes. In den 1960er Jahren wurden auch erstmals seit den 1720er Jahren wieder Absätze für Männer modern, und zwar die mit Kubaabsätzen ausgestatteten, nach der Popband benannten Beatle-Boots. In den 1970er Jahren trugen sowohl Frauen als auch Männer Plateauschule. John Travolta trug in dem Film Saturday Night Fever von 1977 Brogues mit Blockabsätzen. In den 1980er Jahren kamen hohe Stilettoabsätze zum Hosenanzug oder Kostüm in Mode und sind seitdem in der Damenmode anzutreffen. In den frühen 2000er Jahren spielten Highheels eine große Rolle in der amerikanischen Fernsehserie Sex and the City.

## Material und Modelle
Absätze haben verschiedene Höhen, Größen und Formen und sind aus den unterschiedlichsten Materialien (Kork, Holz, Gummi, PVC, Leder, Stroh, Metall usw.) gefertigt. Bis ins 19. Jahrhundert wurden Absätze aus Holz geschnitzt und mit dem Leder oder Gewebe bezogen, das auch für die Schuhe verwendet wurde. Für eine bessere Stabilität erstreckte sich die Ledersohle häufig bis über die Absatzbrust.
Da Absätze unter Umständen ein erhebliches Volumen aufweisen, werden sie aus Gründen der Gewichts- und Materialersparnis und um eine bessere Dämpfung zu erzielen häufig hohl oder nur durch ein Versteifungsskelett stabilisiert hergestellt. Manchmal gehen bestimmte Absätze mit bestimmten Schuhmodellen einher (zum Beispiel der Kubaabsatz bei Westernstiefeln, oder der Shimmyabsatz bei Herren-Tanzschuhen). Ein Absatz muss nicht immer als separates Element unterhalb der Sohle befestigt sein (normalerweise mit Nägeln oder Schrauben von der Innenseite des Schuhs her); so sind Keilabsätze beispielsweise ein optisch integrierter Bestandteil der Schuhsohle.
| Bezeichnung     | Alternative Bezeichnungen | Beispielfoto | Beschreibung |
| --------------- | ------------------------- | ------------ | --- |
| Blockabsatz     |                           |              | Breiter, gerader Absatz mit breiter Fläche zum Auftreten |
| Diaboloabsatz   |                           |              | Ähnelt einem Louis-XV-Absatz, jedoch zum Oberfleck hin nochmals nach außen ausschwingend, so dass eine diabolo- oder sanduhrähnliche Seitenansicht entsteht |
| Keilabsatz      | Wedgeabsatz               |              | Plateauerhöhung an der Ferse |
| Kitten Heel     | Queenie                   |              | 3 bis 5 Zentimeter hoher Stilettoabsatz |
| Kubaabsatz      | Kubanischer Absatz        |              | Mittelhoher Blockabsatz, der in leicht abgeschrägter Form verläuft                                                                                          |
| Louis-XV-Absatz |                           |              | Mittelhoher, geschwungener Absatz mit schmaler Taille, Oberfleck verbreitert; die Sohle führt bis über die Absatzbrust                                      |
| Stilettoabsatz  | Pfennigabsatz             |              | Schlanke und spitz zulaufende Absatzform mit kleinem Oberfleck                                                                                              |
| Trichterabsatz  |                           |              | Form eines Trichters mit relativ breitem Oberfleck |

## Eigenschaften

### Absatzhöhe

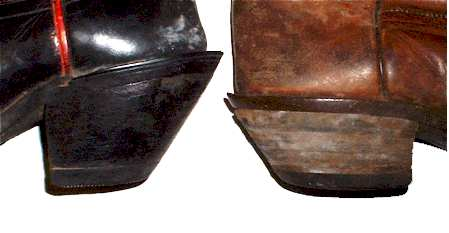
Kubaabsatz an Cowboystiefeln

Die Absatzhöhe ist nicht immer eindeutig definiert. Im Handel wird die Absatzhöhe seitlich in der Mitte des Absatzes gemessen. Dadurch ergibt sich ein Wert, mittels dessen sowohl die Erhöhung der Körpergröße, als auch die (orthopädisch relevante) Fußstellung (in Richtung Spitzfuß) abgeschätzt werden kann. Vor allem bei Schuhen mit sehr hohen Absätzen ist dieser Wert hinsichtlich der Größenerscheinung aber nur bedingt aussagekräftig. Die Absatzhöhe unterhalb des Knöchels entspricht hingegen genau der Erhöhung der Körpergröße beim Tragen des Schuhs. Die konstruktive Absatzhöhe wiederum ist am hinteren Ende des Schuhs zu messen. Bei der Schuhentwicklung ist dieses Maß relevant, es wird als Konstruktionshöhe bezeichnet.
Die Höhe eines Absatzes wird bereits bei der Modellgestaltung des Schuhs geplant und durch die Fersensprengung des Leistens vorgegeben und kann im Nachhinein nur minimal verändert werden, ohne die Gesamtkonstruktion und den „Stand“ des Schuhs (Absatzstand; siehe unten) negativ zu verändern. Die Absatzhöhe üblicher Herrenschuhe beträgt zwischen 2,5 und 3 Zentimeter; die meisten Damenschuhe haben eine Absatzhöhe zwischen etwa 3 und 8 Zentimetern.

### Absatzstand
Die korrekte Höhe und Ausrichtung des Absatzes (man spricht von „Absatzstand“, oder kurz von „Stand“) ist wichtig für die Fußgesundheit. Ein korrekter Absatzstand ist Voraussetzung für einen naturgemäßen Auftritt des Fußes und eine normale Gangabwicklung.
Der Leisten, um den herum der Schuh gebaut wird, beachtet grundsätzlich diese wichtige Statik. Kommt es bei der Schuhherstellung aber zu Fehlern (wird beispielsweise ein und derselbe Leisten zur Herstellung eines Schuhs mit einfacher wie auch mit doppelter Sohle verwendet) resultiert oft ein schlechter „Stand“.
Der unbekleidete gesunde Fuß steht mit drei Hauptbelastungspunkten (Ferse, Groß- und Kleinzehenballen) sicher auf dem Boden. Das ist bei einem Schuh mit gutem Stand ebenso; er berührt mit der gesamten Absatzauftrittsfläche und im Schuhvorderteil in Höhe der Ballenlinie (Achse durch Groß- und Kleinzehenballen) mit der Laufsohle den Boden. Ist der Absatz für den betreffenden Schuh jedoch zu niedrig oder zu hoch, verschiebt sich zwangsläufig die Ballenlinie des Schuhs. Bei zu niedrigem Absatz resultiert eine in Richtung Ferse verschobene Ballenlinie, bei zu hohem Absatz verschiebt sich die Ballenlinie zur Schuhspitze hin. Das hat eine falsche Belastung des Fußes zur Folge und kann auf Dauer zu einer Überlastung und zu gesundheitlichen Schäden führen. Auch der Schuh selbst wird aufgrund der falschen Statik überlastet, zeigt oft unnatürlich tiefe Gehfalten und verschleißt vorzeitig.
Erkennbar ist der richtige Absatzstand bei seitlicher Betrachtung des auf einer ebenen Fläche stehenden unbelasteten, leeren Schuhs. Bei korrektem Stand sollte der Absatzoberfleck flächig und der Schuh im Ballenbereich aufliegen. (Ein minimaler Hochstand der vorderen Absatzkante ist unkritisch, weil diese durch die Gewichtsbelastung beim Tragen des Schuhs, in die flächenparallele Ebene zur vorderen Auftrittsfläche in Höhe der Ballenlinie, gedrückt wird.) Auch sollte bei statisch richtigem Stand durch leichten Druck von innen auf den Fersenbereich im Schuh der Vorderschuh seine Position nicht verändern. Würde das Schuhvorderteil jedoch bei Druck auf die Fersenpartie sich von der Auflagefläche nach oben lösen, hat der Schuh einen schlechten Stand.

## Gesundheitliche Aspekte

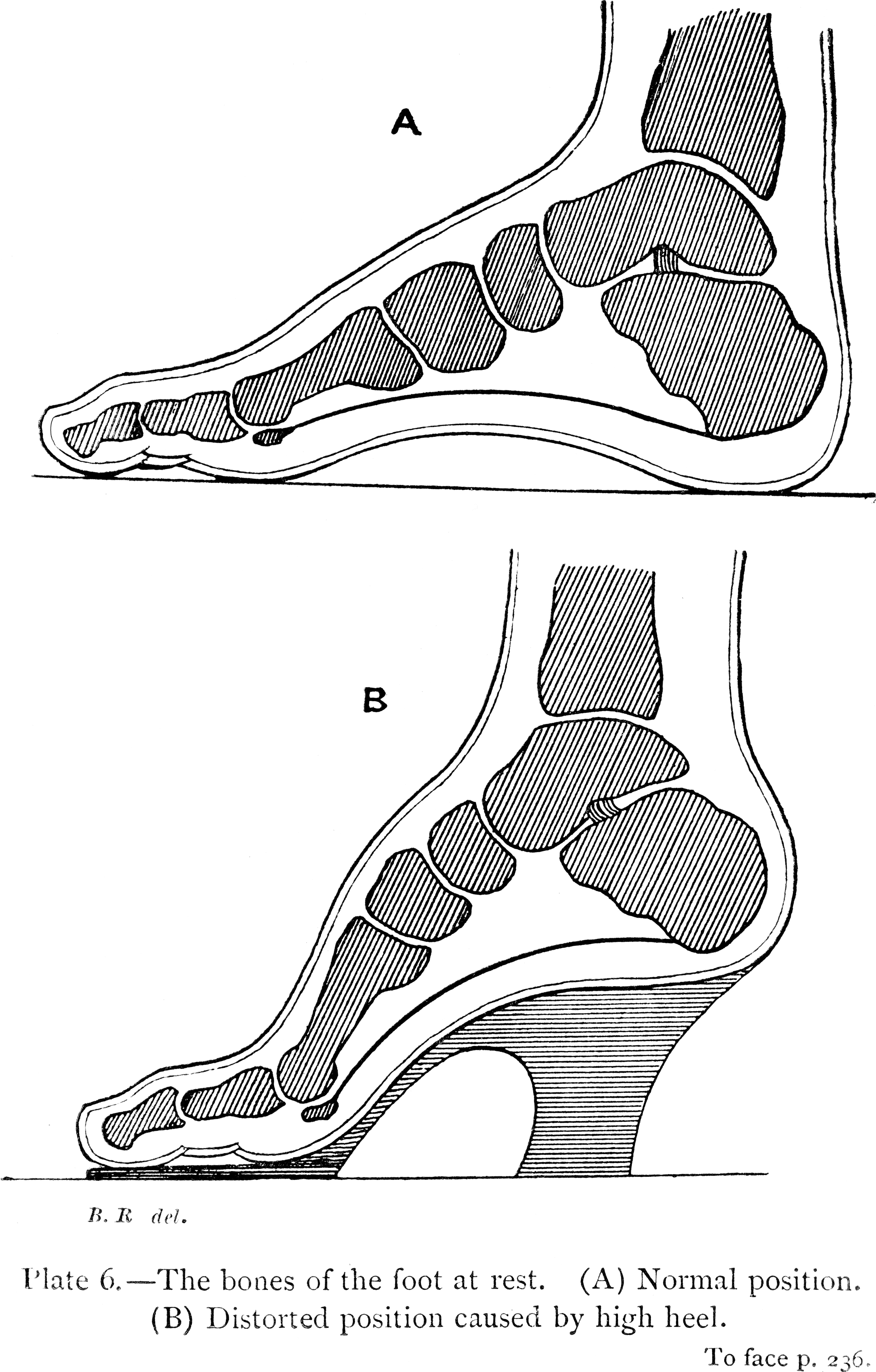
Plantarflexion beim Tragen von Absatzschuhen

Falsch positionierte, zu schmale oder zu hohe Absätze bergen gesundheitliche Gefahren. Gesundheitsschuhe werden meist mit flachen Absätzen gefertigt, oder auch mit einer negativen Sprengung, das heißt, die Ferse liegt tiefer als die Zehenballen. Grundsätzlich entlasten Absätze das Fußlängsgewölbe und erleichtern den Beginn der Abrollbewegung. Ein Knickfuß insbesondere in Verbindung mit Arthrose kann so konservativ behandelt werden. Nach medizinischer Einschätzung überwiegen diese positiven Aspekte bei Absätzen bis zu einer Höhe von etwa drei bis vier Zentimetern. Allerdings gibt es auch die kritische Beurteilung von Absätzen. So argumentieren Hersteller von Barfußschuhen, dass der natürliche Fuß keinen Absatz hat. Beim Vorderfußlauf, der die Knie vor harten Schlägen über die Fußgewölbe schützt, sind harte Sohlen und erhöhte Absätze dann hinderlich.
Anders verhält es sich mit höheren Absätzen, die bereits ab 4 Zentimeter zu einer unnatürlichen Bewegung des Fußes beim Gehen führen. Die Krankheitsbilder, die durch die Überlastung des Vorderfußes beim Tragen von Stöckelschuhen entstehen, reichen von krankhaften Veränderungen des Fußskeletts über Muskelverkürzungen bis zur Lendenlordose. Die Durchblutung der unteren Extremitäten ist verschlechtert und verschiedenen orthopädischen und gefäßbedingten Krankheitsbildern, insbesondere Hallux valgus, wird Vorschub geleistet.
Je kleiner und je weiter entfernt von der Längsachse des Fersenmittelpunkts die Absatzauftrittsfläche ist, umso unsicherer wird das Stehen und Gehen in solchen Schuhen, und die Gefahr des Umknickens im Sprunggelenk erhöht sich. Die Folge sind meistens Verstauchungen und Zerrungen.